# Taekwondo aux Jeux paralympiques d'été de 2024
Navigation
Tokyo 2020 Los Angeles 2028
Le taekwondo aux Jeux paralympiques d'été de 2024 se déroulent du 29 au 31 août 2024 au Grand Palais de Paris, en France. Il s'agit de la 2e apparition du taekwondo aux Jeux paralympiques.
Pour cette édition, le nombre de catégories de poids est passé de 3 à 5 par sexe.

## Organisation

### Lieu de la compétition
Le Grand Palais accueille pour ses jeux les épreuves de para-taekwondo et d'escrime fauteuil, tout comme il avait accueilli un mois plus tôt les épreuves de taekwondo et d'escrime pour les valides.

## Classification
Les taekwondoïstes reçoivent une classification en fonction du type et de l'ampleur de leur handicap,.
Pour cette édition des Jeux paralympiques de 2024, une seule classe a été ouverte, avec cinq catégories de poids :
- K44 : les athlètes K44 auront au minimum une perte de la main par le poignet ou un bras raccourci de manière équivalente. Cette classe sportive comprend également les athlètes ayant des troubles de la coordination dans un bras. Les athlètes K44 bougeront, donneront des coups de pied et établiront des stratégies similaires à celles des athlètes des Jeux olympiques de Taekwondo.

## Calendrier
| C | Jour de compétition | 4 | Nombre de finales |

| Hommes | -58 kg | -58 kg | -63 kg | -70 kg | -80 kg | +80 kg |
| Femmes | -47 kg | -52 kg | -57 kg | -65 kg | +65 kg | +65 kg |

## Participants

### Critères de qualification
Chaque épreuves voient s'affronter 12 athlètes.
Les places sont attribuées via la méthode d'attribution de la liste de classement :
- les 6 meilleurs athlètes de chaque catégorie seront qualifiés directement. Les classements entre le 1er janvier 2024 et le 1er mai 2024 seront pris en compte. Chaque CNP peut envoyer au maximum 1 athlète par catégorie de poids[4].
- 5 autres athlètes de chaque catégorie seront qualifiés grâce à 5 tournois de qualification par continent. Seuls les CNP qui n'ont pas encore obtenu trois places de qualification ou plus grâce à la méthode d'attribution ci-dessus peuvent inscrire des athlètes aux tournois de qualification continentaux.

Le pays hôte remporte directement cinq quota, un dans chacune des cinq épreuves dans lesquelles le pays compte les athlètes les mieux classés au classement paralympique mondial de para-taekwondo de janvier 2024. Au moins deux des événements doivent être féminins.
Une commission bipartite invite également 5 athlètes supplémentaires à rejoindre le tournoi pour compléter les catégories.

### Nations participantes
| Afrique | Amériques | Asie | Europe | Océanie                                                   |
| --- | --- | --- | --- | --------------------------------------------------------- |
| - Cameroun (2) - Côte d'Ivoire (1) - Égypte (2) - Ghana (1) - Kenya (2) - Maroc (4) - Niger (1) - République centrafricaine (1) - Sénégal (1) | - Argentine (2) - Aruba (1) - Brésil (6) - Chili (1) - Corée du Sud (2) - Costa Rica (1) - Cuba (3) - États-Unis (2) - Mexique (5) - Pérou (1) - République dominicaine (3) - Venezuela (1) | - Afghanistan (1) - Arabie Saoudite (1) - Chine (4) - Inde (1) - Irak (1) - Iran (5) - Israël (2) - Japon (2) - Kazakhstan (4) - Mongolie (2) - Népal (2) - Ouzbékistan (5) - Philippines (1) - Taipei chinois (1) - Thaïlande (4) | - Azerbaïdjan (3) - Croatie (1) - Danemark (1) - Espagne (2) - France (3) - Géorgie (3) - Grande-Bretagne (3) - Grèce (2) - Italie (1) - Pologne (1) - Serbie (3) - Turquie (8) - Ukraine (1) | - Fidji (1) - Papouasie-Nouvelle-Guinée (2) - Salomon (3) |
| 9 pays | 12 pays | 15 pays | 13 pays | 3 pays                                                    |
| - Athlètes paralympiques neutres (2) - Équipe paralympique des réfugiés (2)                                                                   | | | |                                                           |

## Résultats

### Podiums

#### Hommes

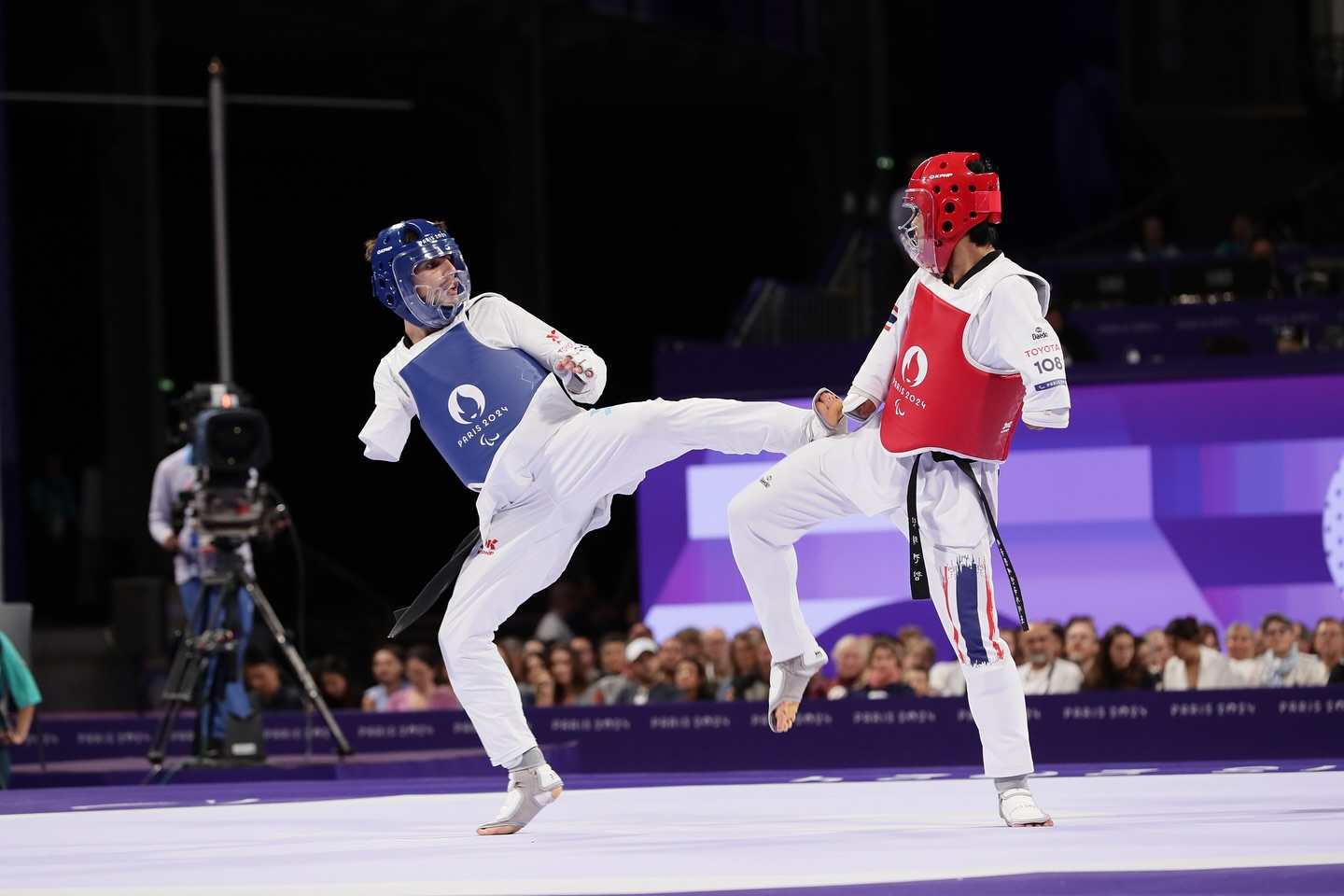
vs

| Épreuve    | Or                        | Argent                    | Bronze                        |
| ---------- | ------------------------- | ------------------------- | ----------------------------- |
| K44 -58 kg | Asaf Yasur (ISR)          | Alican Özcan (en) (TUR)   | Sabir Zeynalov (AZE)          |
| K44 -58 kg | Asaf Yasur (ISR)          | Alican Özcan (en) (TUR)   | Xiao Xiang-wen (TPE)          |
| K44 -63 kg | Mahmut Bozteke (TUR)      | Bolor-Erdene Ganbat (MGL) | Antonino Bossolo (ITA)        |
| K44 -63 kg | Mahmut Bozteke (TUR)      | Bolor-Erdene Ganbat (MGL) | Ayoub Adouich (MAR)           |
| K44 -70 kg | Imamaddin Khalilov (AZE)  | Fatih Çelik (TUR)         | Juan Diego García López (MEX) |
| K44 -70 kg | Imamaddin Khalilov (AZE)  | Fatih Çelik (TUR)         | Juan Samorano (ARG)           |
| K44 -80 kg | Asadbek Toshtemirov (UZB) | Luis Mario Nájeta (MEX)   | Alireza Bakht (IRI)           |
| K44 -80 kg | Asadbek Toshtemirov (UZB) | Luis Mario Nájeta (MEX)   | Joo Jeong-hun (KOR)           |
| K44 +80 kg | Matt Bush (GBR)           | Aliaskhab Ramazanov (NPA) | Evan Medell (USA)             |
| K44 +80 kg | Matt Bush (GBR)           | Aliaskhab Ramazanov (NPA) | Hamed Haghshenas (IRI)        |

#### Femmes
| Épreuve    | Or                                | Argent                   | Bronze                        |
| ---------- | --------------------------------- | ------------------------ | ----------------------------- |
| K44 -47 kg | Leonor Espinoza (PER)             | Ziyodakhon Isakova (UZB) | Khwansuda Phuangkitcha (THA)  |
| K44 -47 kg | Leonor Espinoza (PER)             | Ziyodakhon Isakova (UZB) | Zakia Khudadadi (RPT)         |
| K44 -52 kg | Surenjav Ulambayar (MGL)          | Zahra Rahimi (IRI)       | Ana Japaridze (GEO)           |
| K44 -52 kg | Surenjav Ulambayar (MGL)          | Zahra Rahimi (IRI)       | Meryem Betül Çavdar (TUR)     |
| K44 -57 kg | Li Yujie (CHN)                    | Gamze Gürdal (TUR)       | Palesha Goverdhan (NEP)       |
| K44 -57 kg | Li Yujie (CHN)                    | Gamze Gürdal (TUR)       | Silvana Mayara Cardoso (BRA)  |
| K44 -65 kg | Ana Carolina Silva de Moura (BRA) | Djelika Diallo (FRA)     | Lisa Kjær (DEN)               |
| K44 -65 kg | Ana Carolina Silva de Moura (BRA) | Djelika Diallo (FRA)     | Christina Gkentzou (GRE)      |
| K44 +65 kg | Amy Truesdale (GBR)               | Guljonoy Naimova (UZB)   | Eleni Papastamatopoulou (GRE) |
| K44 +65 kg | Amy Truesdale (GBR)               | Guljonoy Naimova (UZB)   | Rajae Akermach (MAR)          |

### Tableau des médailles
| Rang  | Nation | Or | Argent | Bronze | Total |
| Total | Total  | -  | -      | -      | -     |
| ----- | ------ | -- | ------ | ------ | ----- |